# شکار (فیلم ۲۰۲۰)
شکار (به انگلیسی: The Hunt) فیلمی محصول سال ۲۰۲۰ و به کارگردانی کراگ زوبل است. در این فیلم بازیگرانی همچون بتی گیلپین، آیک بارینهولتز، ایمی مدیگان، اما رابرتس، اتان سوپلی، هیلاری سوانک، جاستین هارتلی، گلن هاوتون، میکن بلیر، عثمان علی، جی. سی. مک‌کنزی ایفای نقش کرده‌اند.
این فیلم در ۱۳ مارس ۲۰۲۰ اکران شد ولی پس از تنها یک هفته اکران به علت دنیاگیری کروناویروس نمایش آن متوقف شد و یونیورسال استودیوز نسخه دیجیتالی آن را در دسترس قرار داد.

## داستان
دوازده غریبه از خواب بیدار می شوند، آنها نمی‌دانند کجا هستند یا چگونه به آنجا رسیده اند. آنها نمی‌دانند که برای هدفی خاص انتخاب شدند، یعنی شکار...